# Rashod Freelove
Rashod Freelove ist ein US-amerikanischer Filmschauspieler.

## Leben
Freelove spielte seine erste Fernsehrolle des Neal 2008 in einer Episode der Fernsehserie My Brother’s Keeper: A Drama Series. 2012 durfte er erneut diese Rolle in einer weiteren Episode darstellen. Im selben Jahr spielte er im Kurzfilm Threeway mit. 2013 hatte er eine Episodenrolle in der Fernsehserie The Therapist und eine Nebenrolle im Film Women of Heart Baptist Church inne. 2014 spielte er im Kurzfilm My Name Is Karma die männliche Hauptrolle des Garrett Scott. Am 2. Februar 2014 wurde der Film in Los Angeles uraufgeführt, am 8. September 2016 folgte die erstmalige Fernsehausstrahlung. Im selben Jahr stellte er einen Nebencharakter in The Miracle of Tony Davis dar. Nach mehrjähriger Pause von der Filmschauspielerei war er 2021 im Katastrophenfilm War of the Worlds – Die Vernichtung in der größeren Rolle des Patlin zu sehen. 2022 übernahm er im Actionfilm Bullet Train Down an der Seite von Tom Sizemore die Hauptrolle des Kessler Briggs.

## Filmografie (Auswahl)
- 2008–2012: My Brother’s Keeper: A Drama Series (Fernsehserie, 2 Episoden)
- 2012: Threeway (Kurzfilm)
- 2013: The Therapist (Fernsehserie, Episode 2x03)
- 2013: Women of Heart Baptist Church
- 2014: My Name Is Karma (Kurzfilm)
- 2014: The Miracle of Tony Davis
- 2021: War of the Worlds – Die Vernichtung (War of the Worlds: Annihilation)
- 2022: Bullet Train Down